# Kasey Smith
Kasey Smith (nacida el 29 de marzo de 1990) es una cantante irlandesa que representó a su país en el Festival de la Canción de Eurovisión 2014 en Copenhague, Dinamarca donde no paso de la semifinal. Canto la canción "Heartbeat" con el grupo Can-Linn. Smith es una exmiembro del grupo Wonderland y trató de representar a Irlanda en el Festival de Eurovisión 2013 con la canción "Kiss Me", pero en última instancia, se ubicó tercera en la final nacional.